# 薩摩川内市立里中学校
薩摩川内市立里中学校（さつませんだいしりつさとちゅうがっこう）は、鹿児島県薩摩川内市里町里にある市立中学校。

## 概要
甑島列島の上甑島の北部にある里地域にある中学校であり、旧里村の中央部に位置している。生徒数は2024年4月4日現在で37名が在籍している。

## 沿革
- 1947年（昭和22年）5月2日 - 里村立里中学校として開校[1]。
- 2004年（平成16年）10月12日 - 里村が川内市などと新設合併し、薩摩川内市となったのに伴い、薩摩川内市立里中学校に改称。

## 部活動
- 剣道部
- 柔道部
- バレーボール同好会
- 卓球部

## 通学区域
- 甑島全域